# Supplì
Supplì [supˈpli] (auch Supplì al riso oder Supplì alla romana, von französisch surprise ‚Überraschung‘) sind frittierte Reiskroketten aus der Küche des Latium. Sie gehören zu den Antipasti und werden meist als Vorspeise oder Zwischenmahlzeit serviert.

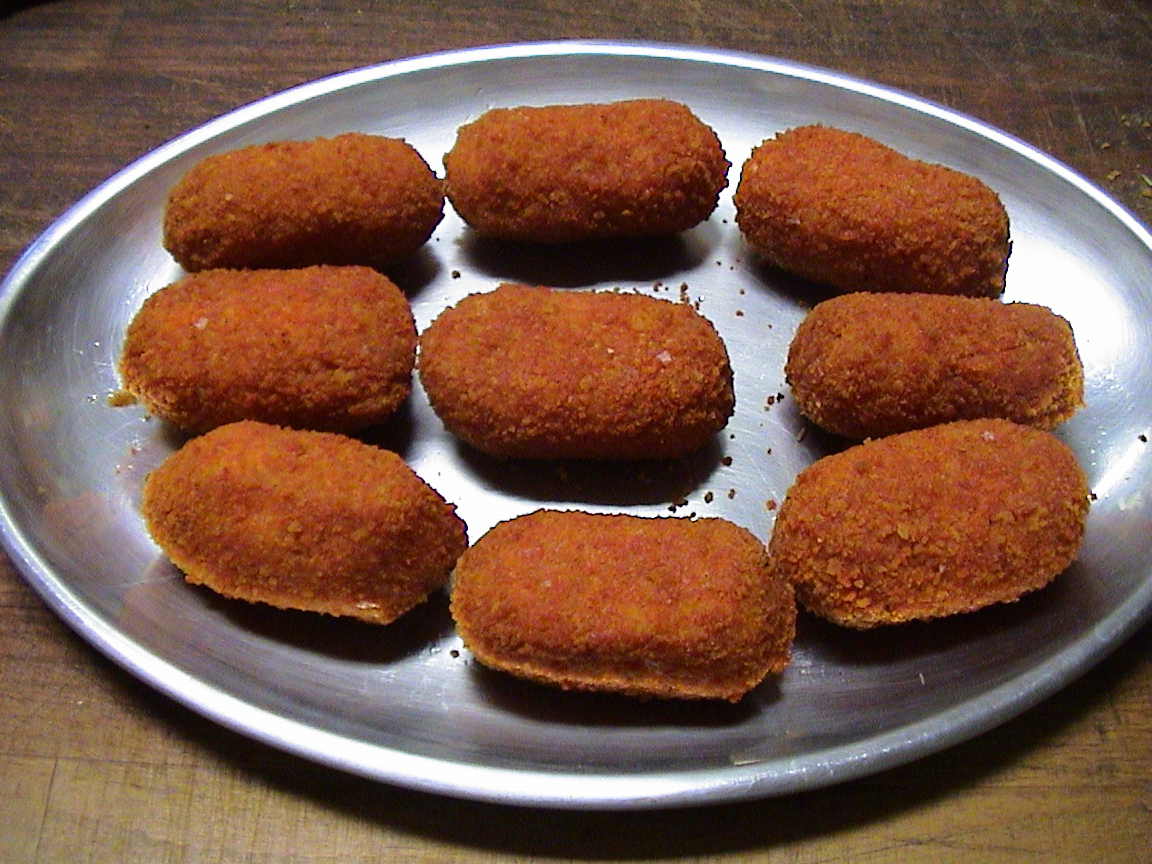
Supplì

Häufig ist in der Füllung auch Käse enthalten. Die Bezeichnung Supplì al telefono spielt auf die „Telefonkabel“ aus Mozzarella an, die beim Aufbrechen oder Abbeißen entstehen.
Für Grundrezept von Supplì wird Risotto-Reis zuerst ähnlich zu Risotto gekocht. Am Ende werden mindestens ein Ei und etwas Parmesan in den Reis vermengt. Nachdem der Reis gekühlt ist, werden mit den Händen die Kroketten geformt. Etwas vorbereitete Füllung aus Hackfleisch oder Mozzarella wird auf einen Löffel Reis platziert, darüber noch ein Löffel Reis, um die Füllung zu bedecken. Mit der Hand wird die Masse in eine runde oder eine zylindrische Form gepresst und in geschlagenen Ei und Brotkrumen getunkt und als letztes im heißen Öl frittiert. In der traditionellen römischen Küche besteht die Füllung aus Leber und Kalbsbries.
Es ist üblich, die Supplì mit den Fingern zu essen. Ursprünglich wurden Supplì in den typischen römischen Imbissen (friggitorie) verkauft.
Ein ähnliches Gericht sind die süditalienischen Arancini.